# Secret Service of the Air
Secret Service of the Air é um filme de aventura estadunidense de 1939 dirigido por Noel M. Smith e estrelado por Ronald Reagan.

## Elenco
- Ronald Reagan ...Tenente "Brass" Bancroft
- John Litel ...Tom Saxby
- Ila Rhodes ...Pamela Schuyler
- James Stephenson ...Jim Cameron
- Eddie Foy Jr. ..."Gabby" Watters
- Rosella Towne ...Zelma Warren
- Larry Williams ...Dick Wayne
- John Ridgely ...Joe LeRoy
- Anthony Averill ...Hafer
- Bernard Nedell ...Earl "Ace" Hemrich
- Frank M. Thomas ...Doc
- Joe Cunningham ...Agente Dawson
- Morgan Conway ...Edward V. Powell
- John Harron ...Agente Cliff Durell
- Herbert Rawlinson ...Almirante A.C. Schuyler

## Recepção
Frank S. Nugent, do The New York Times descreveu o filme como "... considerável barulho melodramático já que o filme é uma reformulação sem inspiração da velha história sobre o contrabando de alienígenas".